# Sébastien Charpentier
Sébastien Charpentier, (La Rochefoucauld, departman Charente, regija Nova Akvitanija, Francuska, 26. ožujka 1973.), bivši francuski vozač motociklističkih utrka.

## Uspjesi u prvenstvima
Svjetsko prvenstvo – Supersport
- prvak: 2005., 2006.

Honda CB 500 Cup – France
- prvak: 1996.

## Vanjske poveznice
- (fr.) seb16charpentier.com (wayback)
- (engl.) worldsbk.com, Sébastien Charpentier